# Гейнц, Генри Джон
Генри Джон Гейнц III (Henry John Heinz; 23 октября 1938, Питтсбург, Пенсильвания — 4 апреля 1991, Лоуэр-Мерион, Пенсильвания) — американский политик, сенатор от штата Пенсильвания (с 1977). Член Американского философского общества (1991).

## Биография
Отец — Генри Джон Гейнц II, владелец H. J. Heinz Company, дед — Генри Джон Гейнц. Мать — Джоан Диль. Единственный ребёнок в семье, Гейнц переехал в Сан-Франциско со своей матерью и отчимом, капитаном ВМС США Монти Мак-Кейли после развода родителей в 1942 году. Хотя он был воспитан и проживал в Сан-Франциско, на протяжении всего детства Гейнц часто проводил лето со своим отцом в Питтсбурге.
Гейнц окончил Академию Филлипса в 1956 году. Затем учился в Йельском университете и окончил его в 1960 году со специальностью «история искусств и литературы». В 1963 году окончил Гарвардскую школу бизнеса. Во время летних каникул его обучения в Гарварде он познакомился со своей будущей женой Терезой Феррейрой, обучавшейся в университете Женевы. После окончания Гарвардской школы бизнеса Гейнц служил в команде резерва ВВС США и был на действительной службе в течение одного года. Он оставался в резерве ВВС до 1969 года.
До прихода в политику Гейнц служил в качестве помощника сенатора от Пенсильвании Хью Скотта и играл активную роль во время его избирательной кампании. С 1965 по 1970 год Гейнц работал в финансово-маркетинговом отделе H. J. Heinz Company, после чего стал профессором бизнеса в Университете Карнеги-Меллон.
После смерти Роберта Корбетта, который представлял 18 избирательный округ штата в Палате представителей США, Гейнц принял участие в республиканских праймериз. После победы на них Гейнц 2 ноября 1971 года выиграл внеочередные выборы в Палату представителей США. Там он работал с переизбранием в 1972 и 1974 годах.
После ухода из Сената Хью Скотта в 1976 году Гейнц решил оставить работу в Палате представителей, чтобы принять участие в выборах в Сенат. Гейнц выиграл выборы и впоследствии был переизбран в 1982 и 1988 годах.
Во время работы в Сенате Гейнц был членом комитета по банковскому, жилищному и городскому хозяйству и комитета по вопросам финансов, Национальной комиссии по реформированию системы социального обеспечения, Национальной комиссии по реформированию здравоохранения, Северо-восточной коалиции и Совещания по стали. Он также служил в качестве председателя подкомитета по вопросам международной финансовой и денежно-кредитной политики, специального комитета по проблемам старения и Республиканской конференции специальной рабочей группы по профессиональному обучению и образованию.
Погиб в авиационной катастрофе 4 апреля 1991 года. Был погребен в мавзолее Гейнцев на кладбище Homewood (Питтсбург).
Его вдова Тереза с 1995 жена сенатора, затем государственного секретаря Джона Керри.

## Память
После его смерти Национальный заповедник дикой природы в Тиникуме был назван его именем. Также его имя носят: библиотечные архивы и колледж Университета Карнеги-Меллон, Центр науки, экономики и окружающей среды в Вашингтоне, Исторический центр Смитсоновского института и общежитие для ветеранов Питтсбургской системы здравоохранения.